# Mancomunidad Valverde
La mancomunidad Valverde es una agrupación voluntaria de municipios para la gestión en común de determinados servicios de competencia municipal, creada por varios municipios en la provincia de Zamora, de la comunidad autónoma de Castilla y León, España.
Tiene personalidad jurídica propia, además de la consideración de entidad local. Engloba una población de casi 5.000 habitantes diseminados en diferentes núcleos de población de la comarca de Benavente y Los Valles.
Para el año 2012 consignó unos presupuestos de ingresos y de gastos de 254.050 euros.

## Municipios integrados
La mancomunidad Valverde está formada por los municipios de Arcos de la Polvorosa, Bretocino, Burganes de Valverde, Friera de Valverde, Milles de la Polvorosa, Morales de Valverde, Navianos de Valverde, Pueblica de Valverde, Santa Colomba de las Monjas, Santa Cristina de la Polvorosa, Santa María de Valverde, Villanázar, Villanueva de las Peras y Villaveza de Valverde.

## Sede
Sus órganos de gobierno y administración tendrán su sede en la localidad donde radique su presidente, mientras la mancomunidad no tenga inmuebles propios. Actualmente la sede social radica en Burganes de Valverde.

## Fines
El establecimiento, desarrollo y gestión del servicio de recogida domiciliaria de residuos sólidos urbanos conjunto a los municipios mancomunados, tanto los referentes al transporte de los mismos al vertedero que se establezca como la instalación de contenedores.
La mancomunidad queda abierta a la puesta en funcionamiento de otros servicios que se consideren convenientes para el
bienestar de los municipios mancomunados. La asunción de estas funciones no podrá nunca llevar consigo la asunción de la totalidad de las funciones que son propias de los ayuntamientos.

## Estructura orgánica
El gobierno, administración y representación de la mancomunidad corresponde a los siguientes órganos:
- Presidente.
- Consejo de la Mancomunidad.